# ناقلة أمين الألانين
ناقلة أمين الألانين (بالإنجليزية: Alanine transaminase)‏ اختصارا(ALT) وفي السابق كان اختصاره هو (ALAT) وهو إنزيم ناقل ويسمى أيضا مصل الغلوتاميك للالبيروفيك (SGPT)، يتواجد بكميات مرتفعة في الكبد، ويستعمل قياس درجته في مصل الدم (SGPT) لتشخيص مرض الكبد المزمن. تم تغيير اسمه مؤخرا ليصبح اختصاراALT، .، غير ان الاختصارين يشيران لنفس الأمر.

## الوظيفة
امين الغلوتاميك للبيروفيك، انزيم يشارك في نقل الامين الالانين في الاحماض الامينية ، ويستعمل قياس درجته في مصل الدم (SGPT) لتشخيص مرض الكبد المزمن.حيث يحفز نقل الاحماض الأمينية في مجموعة من L-ألانين إلى α-كيتوغلوتارات، وإنتاجها ثم عكس نقل الأمين متفاعل مع البيروفات و L-الغلوتامات .
-الغلوتامات + البيروفات ⇌ ألفا كيتوغلوتارات + L-ألانين

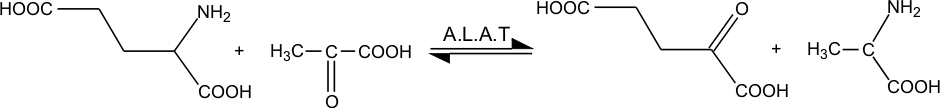
ناقلة الالانين

## موقعه
تم العثور عليه في البلازما والأنسجة المختلفة للجسم ولكنه يتواجد بكميات مرتفعة في الكبد و بشكل رئيسي في الخلايا الكبدية والكلوية؛ كما توجد كميات ضئيلة جدا منه في القلب والعضلات.

## علاقته بالمرض
تكون مستويات ALT في الدم منخفضة لدى الأشخاص السليمين. عند حدوث أذية كبدية يتحرر ALT نحو مجرى الدم، ويكون ذلك عادة قبل ظهور الأعراض السريرية الأكثر وضوحاً للأذية الكبدية، مثل اليرقان. وهذا ما يجعل من ALT اختبارا مفيدا للكشف عن الأذيات الكبدية.

## وصلات إضافية
- Alanine+transaminase في المكتبة الوطنية الأمريكية للطب نظام فهرسة المواضيع الطبية (MeSH).

- ALT: analyte monograph; The Association for Clinical Biochemistry and Laboratory Medicine
- Alanine aminotransferase (ALT) at Lab Tests Online

http://www.ncbi.nlm.nih.gov/pubmed/15791889